# Corri più che puoi Charlie Brown
Corri più che puoi Charlie Brown (Race for Your Life, Charlie Brown) è un film d'animazione del 1977 diretto da Bill Melendez e Phil Roman. È il terzo lungometraggio cinematografico dei Peanuts dopo Arriva Charlie Brown (1969) e Snoopy cane contestatore (1972), al quale seguirà tre anni dopo Buon viaggio, Charlie Brown (1980).

## Trama
Charlie Brown e i suoi amici si dirigono in autobus al campo estivo Camp Remote fra le montagne. Durante una sosta in un'area di servizio Charlie Brown viene accidentalmente lasciato indietro e si fa accompagnare al campo da Snoopy sulla sua moto. Al campeggio i bambini hanno difficoltà ad adattarsi alla routine quotidiana e alle rigide regole. Vengono inoltre infastiditi da tre ragazzi più grandi e dal loro gatto selvatico Brutus. I tre bulli imbrogliano nella gara di tiro alla fune e nella corsa nei sacchi, e inoltre possiedono una barca dotata di timone automatico, radar e sonar con cui hanno vinto la corsa sul fiume l'anno precedente.
Per la corsa sul fiume di più giorni, i ragazzi sono divisi in maschi e femmine. Anche Snoopy e Woodstock partecipano alla gara issando una vela sul loro salvagente. Charlie Brown, il leader dei ragazzi, nonostante la sua mancanza di fiducia cerca di prendere le giuste decisioni per superare le difficoltà. Piperita Patty guida il gruppo delle ragazze secondo principi apparentemente democratici, mettendo al voto anche le questioni più banali, per poi ignorare i risultati delle votazioni quando il voto è pari o quando è in disaccordo.
Nonostante siano in testa, i bulli finiscono incastrati in un molo per un errore di distrazione. Gli altri gruppi affrontano temporali e tempeste di neve, e perdono nuovamente il vantaggio quando i bulli sabotano le loro barche e modificano la segnaletica sul fiume. Nel frattempo, Snoopy e Woodstock vengono separati durante un temporale e il cane si mette in cerca del suo amico. I due riescono a ritrovarsi e poco dopo incontrano in una capanna nella foresta gli altri bambini, che stavano anche loro cercando Snoopy. Charlie Brown acquista sempre più fiducia in sé, e quando i tre bulli distruggono la zattera delle bambine, propone loro di formare un'unica squadra, cosa che accettano dopo un voto democratico. Sebbene i suoi amici mettano in dubbio le sue doti di leader, il ragazzo riesce a dimostrare il suo valore liberando la loro barca quando resta bloccata sulla ruota di un mulino ad acqua. Grazie a Charlie Brown i bambini tornano in gara, ma le ragazze vengono incitate da Piperita Patty a esultare per la loro imminente vittoria, spingendo inavvertitamente i ragazzi in acqua e facendo anche loro la stessa fine nel tentativo di salvarli.
I tre bulli credono di avere la vittoria assicurata, ma dopo aver subito diversi infortuni a causa della loro eccessiva sicurezza, la loro barca è così danneggiata da affondare poco prima del traguardo. Mentre i tre vengono superati da Snoopy e Woodstock, il gatto Brutus distrugge il loro salvagente con una zampata, ma Woodstock costruisce prontamente per sé una barchetta di rami con una foglia per vela. Quando Brutus tenta di afferrare l'uccellino, Snoopy lo mette fuori combattimento con un pugno e Woodstock vince la gara. Mentre i ragazzi salgono sull'autobus di ritorno a casa, Charlie Brown dichiara che dopo questa esperienza crederà di più in se stesso, ma subito dopo l'autobus parte senza di lui, costringendolo a viaggiare di nuovo con Snoopy sulla sua moto.

## Produzione
Corri più che puoi Charlie Brown è stato il primo film dei Peanuts a essere prodotto e distribuito dalla Paramount Pictures. A differenza dei due film precedenti, Charles M. Schulz decise di scrivere un soggetto originale senza basarsi su nessuna storia specifica proveniente dalla striscia. L'idea per la trama gli venne durante una gita di famiglia, durante la quale provò a fare rafting con sua moglie sul fiume Rouge. Tuttavia, alcune gag furono tratte dalla striscia, come quella in cui Snoopy e Piperita Patty saltano sul materasso ad acqua. Per la colonna sonora era stato incaricato il compositore "di fiducia" dei Peanuts Vince Guaraldi, ma morì prima che il film entrasse in produzione e venne quindi sostituito da Ed Bogas.

## Distribuzione

### Date di uscita e titoli internazionali
- 16 luglio 1977 in Giappone (Ganbare! Sunûpî)
- 2 agosto a New York City
- 24 agosto negli Stati Uniti
- 22 dicembre in Germania Ovest (Lauf um Dein Leben, Charlie Brown!)
- 4 gennaio 1978 in Francia (C'est ta course Charlie Brown!)
- 5 gennaio in Australia
- 10 luglio in Brasile (A Turma do Charlie Brown)
- 30 luglio in Finlandia (Kisa on kova, Jaska Jokunen)
- 13 agosto in Polonia (Charlie Brown i jego kompania)
- 13 dicembre 1979 in Argentina (Carlitos y su pandilla)
- 24 dicembre 1982 in Italia (prima TV)
- 24 dicembre 1998 in Ungheria (prima TV) (Fuss, ha kedves az életed, Charlie Brown!)

### Edizione italiana
Il film fu il primo della serie a non essere distribuito nei cinema italiani, venne infatti trasmesso direttamente in televisione la vigilia di Natale del 1982 dalle reti del circuito TV Port, e successivamente replicato da Italia 1 il 26 dicembre 1984. Il doppiaggio, curato dal Gruppo Trenta, ha un cast totalmente rinnovato rispetto ai precedenti film cinematografici, mentre Roberta Paladini riprende il ruolo di Piperita Patty, da lei già doppiata nel corto televisivo Preferisco Beethoven.

### Edizioni home video
In Italia il film è stato pubblicato in VHS nel 2001 da Paramount Home Entertainment.

## Accoglienza

### Critica
Il film venne accolto tiepidamente rispetto ai precedenti film della serie. La critica principale fu che nonostante fosse divertente mancasse di mordente, sembrando più un collage di gag unite fra loro che una storia coesa.